# 로저 펜로즈
로저 펜로즈 경(Sir Roger Penrose; 1931년 8월 8일 ~ )은 영국의 수학자, 수리물리학자, 과학철학자이다. 또한 수학자로선 이례적으로 노벨 물리학상 수상자이기도 하다. 그는 옥스퍼드 대학교의 명예(Emeritus) 루즈 볼 수학과 교수(Rouse Ball Professor of Mathematics), 옥스퍼드 워덤 칼리지 명예 회원 그리고 캠브리지 세인트 존스 칼리지(St John's College, Cambridge) 및 유니버시티 칼리지 런던 명예 회원이다.
펜로즈는 일반 상대성이론과 우주론의 수리물리학에 기여했다. 펜로즈-호킹 특이점 정리로 스티븐 호킹과 공동 수상한 1988년 울프 물리학상, 그리고 "블랙홀 형성이 일반 상대성 이론의 강력한 예측이라는 사실을 발견한 공로로" 2020년 노벨 물리학상을 포함한 여러 상들과 어워드들을 수상했다.

## 어린 시절과 교육
에섹스주 콜체스터에서 태어난 로저 펜로즈는 의사 마가렛Margaret (리츠Leathes)와 정신과 의사 겸 유전학자 라이오넬 펜로즈Lionel Penrose의 아들이다. 그의 친조부모는 아일랜드 태생의 예술가인 J. 도일 펜로즈Doyle Penrose와 페커버 남작 1세 알렉산더 페커버Alexander Peckover, 1st Baron Peckover의 딸인 엘리자베스 조세핀Elizabeth Josephine 부인이었다; 그의 외조부모는 생리학자 존 베레스포드 리츠John Beresford Leathes와 러시아 유대인인 소니아 마리 나탄손Sonia Marie Natanson이었다. 그의 삼촌은 예술가 롤랜드 펜로즈Roland Penrose, 그의 아들은 미국 사진 작가 리 밀러와의 아들인 안토니 펜로즈Antony Penrose였다. 펜로즈는 물리학자 올리버 펜로즈OliverPenrose, 유전학자 셜리 호지슨Shirley Hodgson, 체스 그랜드마스터 조나단 펜로즈Jonathan Penrose의 형제이다. 그들의 계부는 수학자이자 컴퓨터 과학자 막스 뉴먼이었다.
펜로즈는 어린 시절 아버지가 온타리오주 런던에서 일하던 캐나다에서 제2차 세계대전을 보냈다. 펜로즈는 유니버시티 칼리지 스쿨에서 수학했다. 그는 유니버시티 칼리지 런던에서 수학 일류 학위를 취득했다.
1955년 학생 시절 펜로즈는, 1951년 아르네 비에르하마르Arne Bjerhammar에 의해 혁신된 후, 또한 무어-펜로즈 유사역행렬이라고도 하는 E. H. 무어 일반화 행렬 역식을 다시 도입했다, 기하학 및 천문학 교수인 W. V. D. 호지 경의 지도 아래 연구를 시작한 펜로즈는 대수학자이자 기하학자 존 A. 토드John A. Todd의 지도를 받아서 1958년에 대수 기하학의 텐서 방법에 관한 논문으로 캠브리지의 세인트 존스 칼리지에서 박사 학위를 받았다. 그는 1950년대에 아버지와 함께 펜로즈 삼각형을 고안하고 대중화사켰는데, 이를 "가장 순수한 형태의 불가능성"이라고 표현했으며, 이전에 불가능한 대상을 묘사한 예술가 M. C. 에셔와 자료를 교환하면서 부분적으로 영감을 받았다. 에셔의 폭포(Waterfall)와 상승과 하강(Ascending and Descending)은 번갈아서 펜로즈에서 영감을 받았다.

펜로즈 삼각형

평론가 만짓 쿠마르Manjit Kumar의 글을 빌리자면:
1954년 학생이었던 펜로즈는 암스테르담에서 열린 회의에 참석하던 중 우연히 에셔의 작품 전시회를 보게 되었다. 곧 그는 자신만의 불가능한 도형을 떠올리다가 실제의 단단한 3차원 물체처럼 보이지만 실제로는 그렇지 않은 삼각형인 삼발 블록(tribar)를 발견했다. 펜로즈는 물리학자이자 수학자인 아버지와 함께 위아래로 동시에 반복되는 계단을 디자인했다. 이후 한 기사가 실렸고 또한 에셔에게 사본이 보내졌다. 네덜란드의 기하학적 환상의 대가인 이 거장은 주기적인 창의력의 흐름을 완성하며 영감을 받아 두 개의 걸작을 제작했다.

## 연구 및 경력
펜로즈는 1956-57학년도에 런던 베드포드 칼리지(Bedford College, London)에서 강의 보조로 근무했고, 그 후  케임브리지 세인트 존스 칼리지(St John's College, Cambridge)에서 연구원으로 있었다. 3년 동안 연구원으로 근무하는 동안 그는 1959년 조안 이사벨 웨지Joan Isabel Wedge와 결혼했다. 펠로우십이 끝나기 전 펜로즈는 1959~61년 프린스턴 대학교과 시러큐스 대학교에서 NATO 연구 페로우쉽을 받았다. 런던 대학교로 돌아온 펜로즈는 1961-63년 2년 동안 킹스 칼리지 런던에서 연구원으로 일한 후 1963-64년 미국으로 돌아가 텍사스 대학교 오스틴에서 방문 조교수로 있었다. 이후 1966-67년과 1969년에 예시바, 프린스턴 및 코넬에서 방문 교수직을 맡았다.
1964년 런던 버크벡 대학의 리더(reader)였던 동안 (또한 당시 케임브리지에 있던 우주학자 데니스 시아마Dennis Sciama에 의해 순수 수학에서 천체물리학으로 관심을 끌게 되었던) 칼텍의 킵 손의 말에 따르면 "로저 펜로즈는 시공간 특성을 분석하는 데 사용하는 수학적 도구에 혁명을 일으켰다"고 한다. 그때까지 일반 상대성이론의 곡면 기하학에 대한 연구는 아인슈타인 방정식을 명시적으로 풀 수 있을 만큼 대칭성이 높은 구성에 국한되어 있었으며, 그러한 경우가 일반적인지에 대한 의문이 있었다. 이 문제에 대한 한 가지 접근 방식은 프린스턴의 존 아치볼드 휠러의 주도하에 개발된 섭동 이론을 사용하는 것이었다. 펜로즈가 시작한 보다 근본적으로 혁신적인 다른 접근 방식은 시공간의 상세한 기하학적 구조를 간과하고 대신에 공간의 위상학 또는 기껏해야 그 등각 구조에만 관심을 집중하는 것이었는데, 빛꼴 측지선의 궤적들과 결과적 그것들의 인과 관계를 결정하는 것은 광추들의 광선에 따라 결정되는 후자의 기하학적 구조였기 때문이다. 펜로즈의 획기적인 논문 "중력 붕괴와 시공간 특이점"은 만일 죽어가는 별과 같은 천체가 특정 점 이상으로 폭발하면 중력장이 너무 강해져 어떤 종류의 특이점을 형성하는 것을 막을 수 없다는 것으로 대략 요약되는 결과만이 중요한 것은 아니었다. 또한 다른 맥락, 특히 데니스 시아마의 가장 유명한 제자 스티븐 호킹과 공동으로 다룬 우주론적 대폭발(빅뱅)의 맥락에서도 비슷한 일반적인 결론을 얻을 수 있는 방법을 보여주었다.

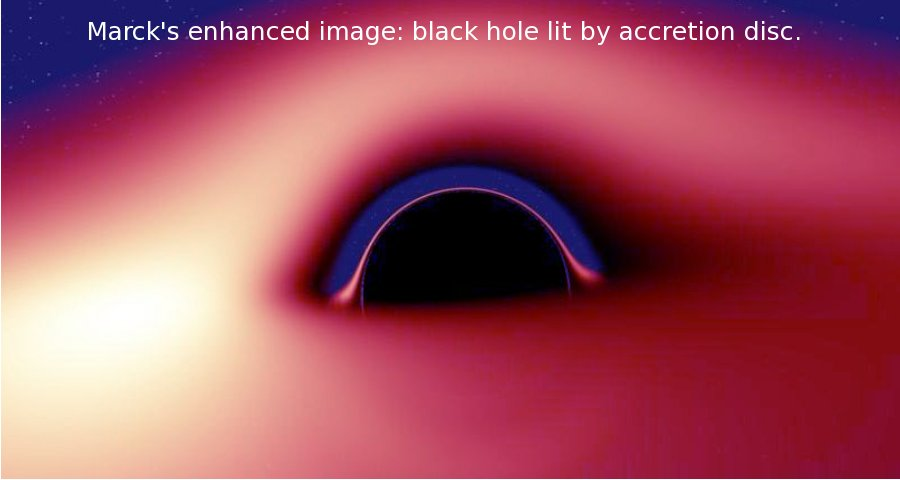
얇은 강착원반에 의해 빛나는 블랙홀의 사건의 지평선 외부에서 본 예상 모습

중력 붕괴의 국소적 맥락에서 펜로즈의 기여가 가장 결정적이었던 것은 1969년 우주 검열 추측에서 시작하여 이어지는 특이점은 휠러가 블랙홀이라는 용어를 만든 숨겨진 시공간 영역을 둘러싼 잘 작동하는 사건의 지평선 내에 갇힐 것이라는 효과에 대한 것이었다, 강하지만 유한한 곡률을 가진 가시적 인 외부 영역을 남겨두고, 펜로즈 과정으로 알려진 것에  의해 중력 에너지의 일부를 추출할 수 있는 반면에, 주변 물질의 강착은 퀘이사들와 같은 천체 물리학 현상을 설명 할 수 있는 추가 에너지를 방출 할 수 있다.
펜로즈는 "약한 우주 검열 가설"에 이어 1979년에 "강한 검열 가설"이라는 더 강력한 버전을 공식화했다. 벨린스키-칼라트니코프-리프시츠 추측(Belinski–Khalatnikov–Lifshitz conjecture) 및 비선형 안정성 문제와 함께 검열 가설의 해결은 일반 상대성이론에서 가장 중요한 미해결 문제 중 하나이다. 또한 1979년부터는 우주의 관측 가능한 부분의 초기 조건과 열역학 제2법칙의 기원에 대한 펜로즈의 영향력 있는 바일 곡률 가설이 시작된다. 펜로즈와 제임스 테렐은 광속 근처로 이동하는 천체가 특이한 왜곡이나 회전을 겪는 것처럼 보인다는 사실을 독립적으로 깨달았다. 이 효과는 테렐 회전 또는 펜로즈-테렐 회전이라고 불리게 되었다.

한 펜로즈 타일링

1967년에 펜로즈는 민코프스키 공간의 기하학적 물체를 계량 부호(2,2)로 4차원 복소 공간에 매핑하는 트위스터 이론을 발명했다.
펜로즈는 1974년 평면을 비주기적으로만 타일링할 수 있는 두 개의 타일로 구성된 펜로즈 타일링을 발견한 것으로 잘 알려져 있으며, 5겹의(fivefold) 회전 대칭을 나타내는 최초의 타일링이다. 1984년에 이러한 패턴이 준결정의 원자 배열에서 관찰되었다. 또 다른 주목할 만한 공헌은 1971년에 발명된 스핀 네트워크로, 나중에 고리 양자중력의 시공간 기하학을 형성하게 되었다. 그는 일반적으로 펜로즈 다이어그램(인과 다이어그램)으로 알려진 것을 대중화하는 데 영향을 미쳤다.
1983년 펜로즈는 당시 학장 빌 고든Bill Gordon에 의해 휴스턴의 라이스 대학교에서 강의하도록 초청을 받았다. 그는 1983년부터 1987년까지 그곳에서 연구했다. 그의 박사 과정 학생들은, 여러명 중에, 앤드류 호지스Andrew Hodges, 레인 휴스턴Lane Hughston, 리차드 조자Richard Jozsa, 클로드 르브런Claude LeBrun, 존 맥나마라John McNamara, 트리스탄 니덤Tristan Needham, 팀 포스턴Tim Poston, 아스가르 카디르Asghar Qadir, 및 리차드 S. 워드Richard S. Ward 등이 있다.

2004년 펜로즈는 자신의 이론에 대한 설명을 포함하는 1,099 페이지 분량의 물리학 법칙(Laws of Physics)에 대한 포괄적인 안내서 《실체에 이르는 길: 우주의 법칙으로 인도하는 완벽한 안내서(The Road to Reality: A Complete Guide to the Laws of the Universe)》를 출간했다. 펜로즈 해석(Penrose interpretation)은 양자역학과 일반 상대성이론의 관계를 예측하고, 시공간
 곡률의 차이가 상당한 수준에 도달할 때까지 양자 상태(quantum state)가 중첩으로 유지된다고 제안한다.
펜로즈는 펜실베니아 주립 대학교의 물리학과 수학의 프란시스 및 헬렌 펜츠 석좌 객원교수(Francis and Helen Pentz Distinguished Visiting Professor)이다.

### 초기 우주

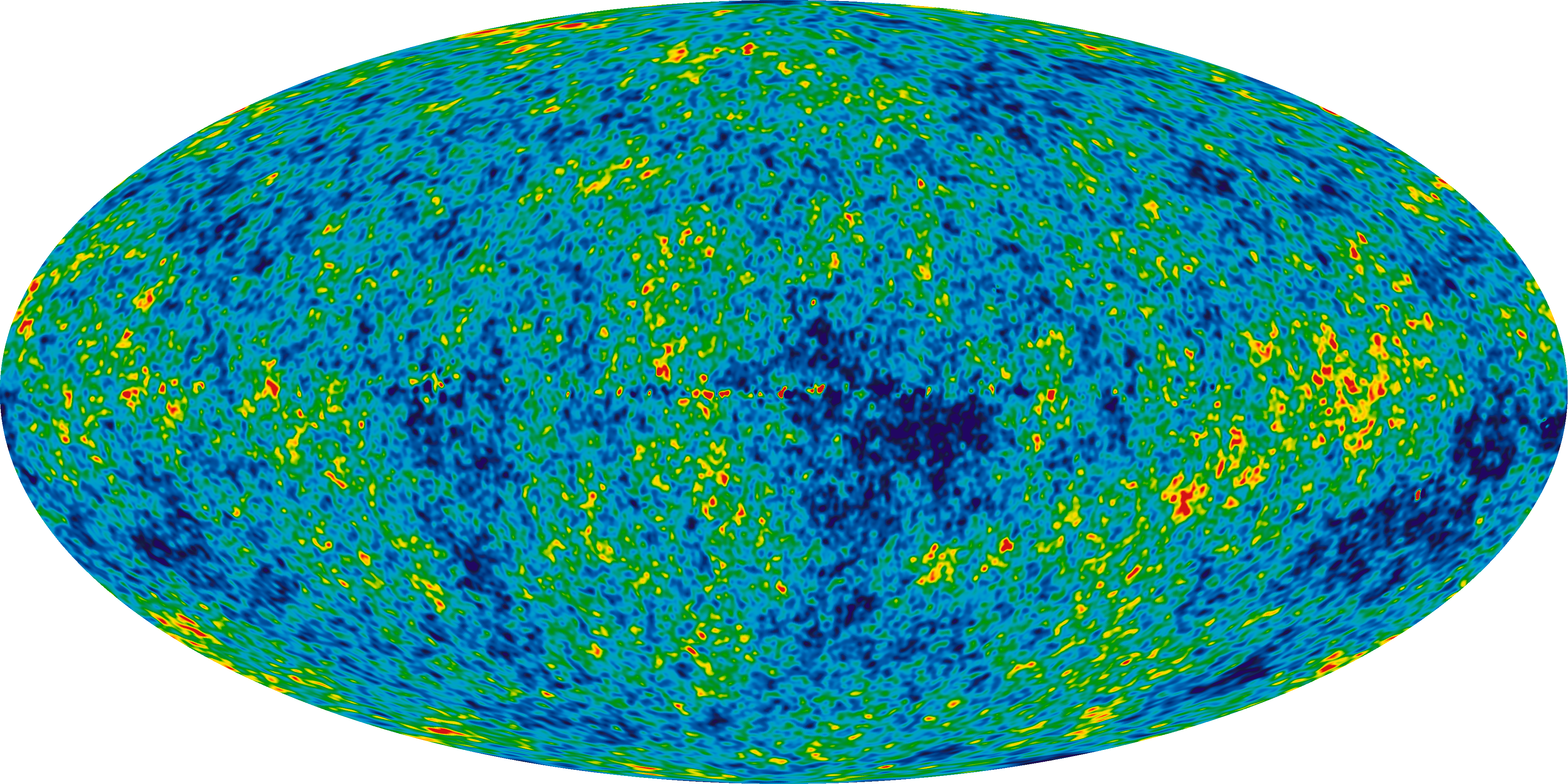
우주 배경 복사의 (극히 작은) 비등방성을 보여주는 WMAP 이미지

2010년에 펜로즈는 우주 마이크로파 배경 하늘의 윌킨슨 마이크로파 비등방성 탐색기 데이터에서 발견된 동심원들을 바탕으로 현재 우주의 대폭발(빅뱅) 이전에 존재했던 초기 우주에 대한 가능한 증거를 보고했다. 그는 이 증거를 2010년에 출간한 저서 《시간의 순환》의 에필로그에서 언급했는데, 이 책에서 그는 아인슈타인의 장 방정식, 바일 곡률 C 및 바일 곡률 가설(WCH)과 관련하여 대폭발의 전이(transition)에서 이전 우주가 살아남을 수 있을 만큼 충분히 매끄러웠을 것이라는 자신의 이유를 제시하고 있다. 그는 C와 WCH에 대해 몇 가지 추측들을 했고, 그 중 일부는 나중에 다른 사람들에 의해 증명되었으며, 또한 그의 등각순환우주론(CCC) 이론을 대중화시켰다. 이 이론에서, 펜로즈는 우주의 종말에 모든 물질은 결국 블랙홀들 안에 포함되며, 이후 호킹 복사을 통해 증발한다는 가정을 세웠다. 이 시점에서는, 우주에 포함된 모든 것은 시간도 공간도 "경험"하지 않는 광자들로 구성되어 있다. 광자들로만 구성된 무한히 큰 우주와 광자들로만 구성된 무한히 작은 우주 사이에는 본질적으로 아무런 차이가 없다. 따라서 대폭발(빅뱅)의 특이점과 무한히 팽창된 우주는 동등하다.
간단히 말해서, 펜로즈는 대폭발에서 아인슈타인 장 방정식의 특이점은 블랙홀의 사건의 지평선에서 잘 알려진 겉보기 특이점과 유사한 겉보기 특이점(apparent singularity) 일 뿐이라고 믿는다. 후자의 특이점은 좌표계의 변경으로 제거될 수 있으며, 펜로즈는 대폭발에서 특이점을 제거할 좌표계의 어떤 다른 변경을 제안한다. 이것의 한 가지 의미는 대폭발의 주요 사건들이 일반 상대성 이론과 양자역학을 통합하지 않고도 이해될 수 있으므로, 우리는 시간을 방해하는 휠러-디윗 방정식에 의해 반드시 제약을 받을 필요가 없다는 것이다. 대안적으로는, 아인슈타인-맥스웰-디랙 방정식을 사용할 수 있다.

### 의식

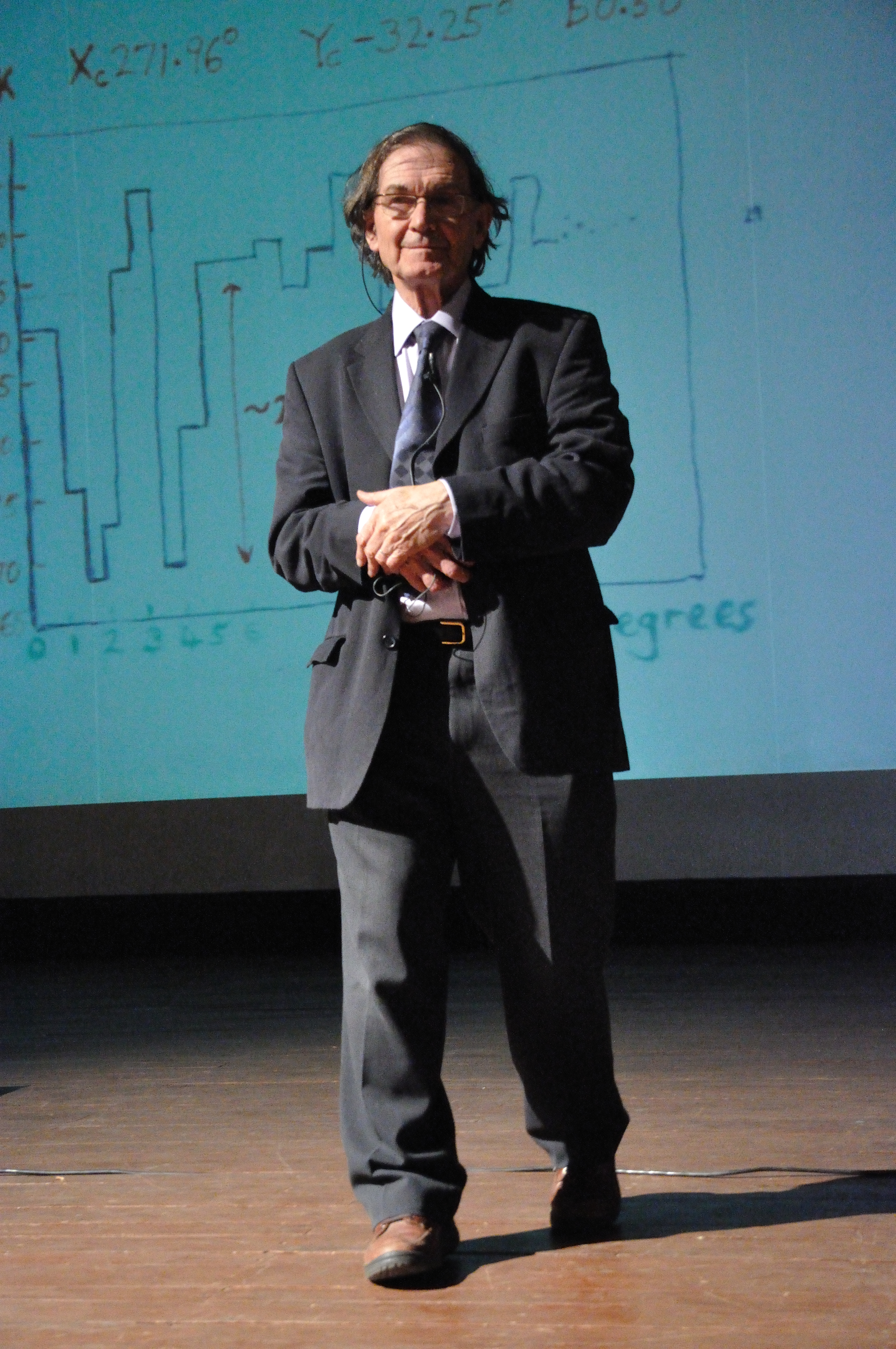
회의에서의 펜로즈

펜로즈는 근본 물리학과 인간 (또는 동물) 의식 사이의 연결에 관한 책을 저술했다. 《황제의 새마음(The Emperor's New Mind)》(1989)에서 그는 알려진 물리학 법칙들이 의식 현상을 설명하기에 부적절하다고 주장한다. 펜로즈는 이 새로운 물리학이 가질 수 있는 특성을 제안하고 고전 물리학과 양자역학(그가 올바른 양자 중력이라고 부르는 것) 사이의 한 다리를 위한 요구 사항들을 명시한다. 펜로즈는 튜링의 정지 정리의 한 변형을 사용하여 시스템이 알고리즘적이지 않고 결정론적일 수 있음을 증명한다. (예를 들어, ON과 OFF 두 상태만 있는 시스템을 상상해 보라. 주어진 튜링 기계가 멈출 때 시스템의 상태가 ON이고 튜링 기계가 멈추지 않을 때 OFF인 경우, 시스템의 상태는 기계에 의해 완전히 결정되지만 튜링 기계의 정지 여부를 알고리즘적으로 결정할 방법은 없다.)
펜로즈는 이러한 결정론적이지만 알고리즘적이 아닌 과정이 양자역학적 파동 함수 환원에서 작용할 수 있으며, 뇌에 의해 이용될 수 있다고 믿는다. 그는 오늘날의 컴퓨터는 알고리즘적으로 결정론적인 시스템이기 때문에 지능을 가질 수 없다고 주장한다. 그는 마음의 합리적 과정이 완전히 알고리즘적이며 따라서 충분히 복잡한 컴퓨터에 의해 복제될 수 있다는 관점에 반대한다. 이것은 생각을 알고리즘적으로 시뮬레이션 할 수 있다고 주장하는 강력한 인공지능의 지지자들과 대조된다. 그는 정지 문제의 불용성과 괴델의 불완전성 정리와 같은 요인이 알고리즘 기반 논리 시스템이 수학적 통찰력과 같은 인간 지능의 특성을 재현하는 것을 방해하기 때문에 의식이 형식 논리를 초월한다는 주장에 근거한다. 이러한 주장은 원래 옥스퍼드 머튼 칼리지의 철학자 존 루카스John Lucas에 의해 지지되었다.
인간 지능의 계산 이론에 대한 괴델의 불완전성 정리의 함의에 대한 펜로즈-루카스 논증(Penrose–Lucas argument)은 수학자, 컴퓨터 과학자 및 철학자들에 의해 비판을 받았다. 이 분야의 많은 전문가들은 펜로즈의 주장이 실패했다고 주장하지만, 저자마다 공격할 주장의 다른 측면을 선택할 수 있다. 인공 지능의 주요 지지자인 마빈 민스키는 특히 펜로즈가 "인간의 사고가 어떤 알려진 과학적 원리에 근거할 수 없다는 것을 여러 장에서 '보여주려 시도한다"고 언급하면서 비판적이었다. 민스키의 입장은 정확하게 반대이다―그는 인간들은 사실 기계이며, 그 기능은 복잡하지만 현재의 물리학으로 충분히 설명할 수 있다고 믿었다. 민스키는 "실제 상세들을 공략하는 대신에 새로운 기본 원리들만 추구함으로써 [과학적 설명에 대해] 탐구를 지나치게 멀리 진행할 수 있다. 이것은 바로 의식을 설명할 새로운 물리학의 기본 원리들을 찾는 펜로즈의 탐구에서 내가 보는  것이다."라는 견해를 유지했다.
펜로즈는 1994년 후속작인 《마음의 그림자(Shadows of the Mind)》와 1997년 《큰  것, 작은 것 그리고 인간의 마음(The Large, the Small and the Human Mind)》을 통해 《황제의 새마음》에 대한 비판에 대응했다. 이 연구들에서 그는 마취학자 스튜어트 해메로프Stuart Hameroff의 관찰들과 자신의 관찰들을 결합하기도 했다.
펜로즈와 하메로프는 의식이 미세소관의 양자 중력 효과의 결과라고 주장했으며, 이를 조화 객관 환원 이론(Orch OR)(조율된 객관적 감소)이라고 불렀다. 맥스 테그마크는 《피지컬 리뷰 E(Physical Review E)》에 발표한 논문에서, 미세소관의 뉴런 발화 및 여기의 시간 척도가 결어긋남 시간보다 최소 10,000,000,000배 이상 느리다고 계산했다. 이 논문에 대한 반응은 테그마크의 지지 성명에서 다음과 같이 요약할 수 있다: "IBM의 존 A. 스몰린John A. Smolin과 같은 외부의 물리학자들은 이 계산이 그동안 의심해 왔던 것을 확인시켜 주었다고 말한다. "우리는 절대 영에 가까운 뇌로 작업하고 있는 것이 아니다. 뇌가 양자 행동을 진화시켰을 가능성은 합리적으로 거의 없다." 테그마크의 논문은 펜로즈-해메로프 입장의 비평가들에 의해 널리 인용되었다.
또한《피지컬 리뷰 E(Physical Review E)》에 게재된 논문인 테그마크의 논문에 대한 답변에서 물리학자 스콧 헤이건Scott Hagan, 잭 투진스키Jack Tuszyński  및 하메로프는 테그마크가 Orch OR 모형이 아니라 자신이 직접 구성한 모형을 다루었다고 주장했다. 여기에는 Orch-OR에 규정된 훨씬 더 작은 간격이 아닌 24nm로 분리된 양자의 중첩이 포함되었다. 그 결과 하메로프의 그룹은 테그마크의 이론보다 7배나 더 긴 결어긋남 시간을 주장했지만, Orch-OR에서 제안한 것처럼 이론의 양자 처리가 40Hz 감마 동기화에 연결될 경우 필요한 25ms에는 훨씬 못 미쳤다. 이 격차를 해소하기 위해 연구팀은 일련의 제안을 했다. 연구팀은 뉴런의 내부가 액체 상태와 겔 상태를 번갈아 가며 존재할 수 있다고 가정했다. 겔 상태에서는 물의 전기 쌍극자가 미세소관 튜블린 소단위체들의 바깥쪽 가장자리를 따라 같은 방향으로 배열된다는 가설이 더 세웠졌다. 하메로프 외. 등은 이렇게 정렬된 물이 미세소관의 튜블린 내의 양자 결맞음을 나머지 뇌의 환경으로부터 차단할 수 있다고 제안했다. 또한 각 튜불린은 미세소관으로부터 뻗어 있는 꼬리가 있는데, 이 꼬리는 음전하를 띠기 때문에, 따라서 양전하를 띤 이온들을 끌어당긴다. 이것이 추가적 스크리닝을 제공할 수 있다고 제안되었다. 이에 더해, 그 미세소관이 생화학적 에너지에 의해 결맞음 상태로 펌핑될 수 있다는 한 제안이 있었다.

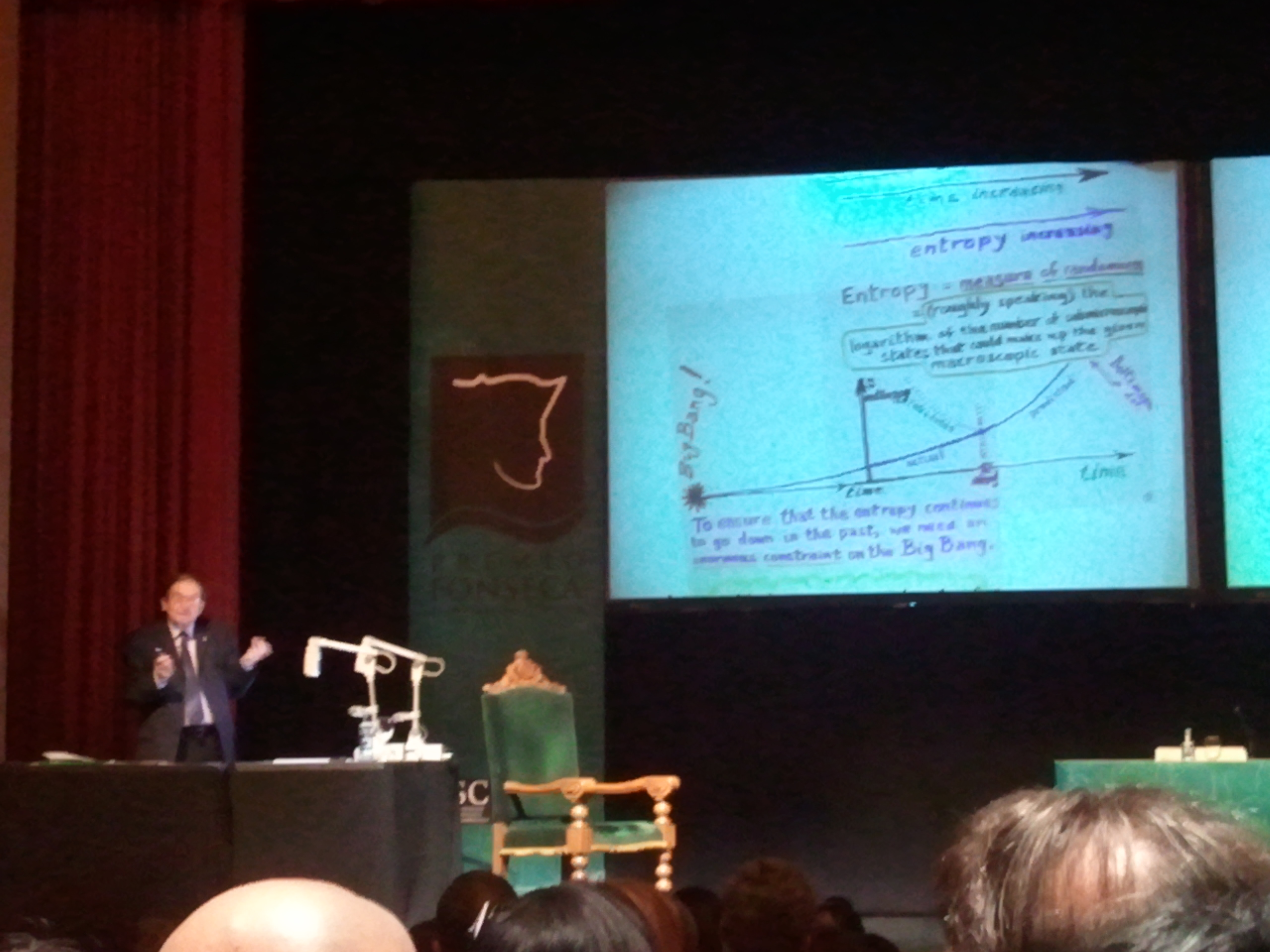
펜로즈는 산티아고 데 콤포스텔라 대학교에서 폰세카상(Fonseca Prize)을 수상했다.

마지막으로, 그는 미세소관 격자의 구성이 환경 상호작용에 직면했을 때 양자 결맞음을 유지하는 수단인 양자 오류 수정에 적합할 수 있다고 제안했다.
해메로프는 양자생물학을 탐구하는 구글 테크 대화 시리즈의 일부 강연에서 이 분야의 현재 연구에 대한 개요를 제공하고 Orch-OR 모형에 대한 후속 비판에 대응했다. 이 외에도, 2011년 로저 펜 로즈와 스튜어트 해메로프가 《우주론의 저널(Journal of Cosmology)》에 발표한 논문은 비판을 고려하여 Orch-OR 이론의 업데이트된 모형을 제공하고 우주 내에서 의식의 위치에 대해 논의한다.
필립 테틀로우Phillip Tetlow는 자신도 펜로즈의 견해를 지지하지만 인간의 사고 과정에 대한 펜로즈의 아이디어가 현재 과학계에서 소수 견해임을 인정하고, 민스키의 비판을 인용하면서 또한 과학 저널리스트 찰스 세이프Charles Seife의 의식의 본질이 양자 과정을 암시한다고 믿는 "소수의 과학자 중 한 명"으로 펜로즈를 기술한 것을 인용했다.
2014년 1월에, 해메로프와 펜로즈는 일본 국립 재료과학 연구소의 아니르반 반디요파디야Anirban Bandyopadhyay에 의한 미세소관에서의 양자 진동들의 발견은 Orch-OR 이론의 가설을 지원한다는 것을 과감하게 발표했다.
그 이론의 검토 및 업데이트 버전은 생활의 물리학 리뷰(Physics of Life Reviews)의 2014년 3월호에 비평 및 토론과 함께 게재되었다.

## 출판물
그의 인기 출판물은 다음과 같다:
- 《황제의 새마음
컴퓨터, 마음, 물리법칙에 관하여(The Emperor's New Mind: Concerning Computers, Minds, and The Laws of Physics)》 (1989)[84]
- 《마음의 그림자: 사라진 의식 과학에 대한 탐색(Shadows of the Mind: A Search for the Missing Science of Consciousness)》 (1994)[85]
- 《실체에 이르는 길: 우주의 법칙으로 인도하는 완벽한 안내서(The Road to Reality: A Complete Guide to the Laws of the Universe)》 (2004)[86]
- 《시간의 순환: 우주에 대한 황당할 정도의 새로운 관점(Cycles of Time: An Extraordinary New View of the Universe)》 (2010)[87]
- 《우주의 새로운 물리학의 패션, 신앙 및 판타지(Fashion, Faith, and Fantasy in the New Physics of the Universe)》 (2016)[88]

그의 공동 저서로는 다음과 같은 출판물이 있다:
- 《공간과 시간의 본질{The Nature of Space and Time}》 (스티븐 호킹과 함께) (1996)[89]
- 《큰 것, 작은 것 그리고 인간의 마음{The Large, the Small and the Human Mind}》 (아브너 시모니Abner Shimony, 낸시 카트라이트Nancy Cartwright 및 스티븐 호킹과 함께) (1997)[90]
- 《화이트 화성: 자유로운 마음(White Mars: The Mind Set Free)》 (브라이언 올디스>와 함께) (1999)[91]

그의 학술 서적은 다음과 같다:
- 상대성 이론의 미분 위상학 기법(Techniques of Differential Topology in Relativity) (1972, ISBN 0-89871-005-7)
- 스피너와 시공간: 1권, 2-스피너 미적분학과 상대론적 장(Spinors and Space-Time: Volume 1, Two-Spinor Calculus and Relativistic Fields) (볼프강 린들러Wolfgang Rindler와 함께, 1987) ISBN 0-521-33707-0 (페이퍼 백)
- 스피너와 시공간: 2권, 시공간 기하학의 스피너와 트위스터 방법(Spinors and Space-Time: Volume 2, Spinor and Twistor Methods in Space-Time Geometry) (볼프강 린들러Wolfgang Rindler와 함께, 1988) (재인쇄), ISBN 0-521-34786-6 (페이퍼백)

다른 저서 서문은 다음과 같다:
- 서문 “The Map and the Territory: Exploring the foundations of science, thought and reality” by Shyam Wuppuluri and Francisco Antonio Doria. Published by Springer in "The Frontiers Collection", 2018.[92]
- 서문 Beating the Odds: The Life and Times of E. A. Milne, written by Meg Weston Smith. Published by World Scientific Publishing Co in June 2013.[93]
- 서문 "A Computable Universe" by Hector Zenil. Published by World Scientific Publishing Co in December 2012.[94]
- 서문 Quantum Aspects of Life|Quantum Aspects of Life by Derek Abbott, Paul C. W. Davies, and Arun K. Pati. Published by Imperial College Press in 2008.[95]
- 서문 Fearful Symmetry by Anthony Zee|Quantum Aspects of Life's. Published by Princeton University Press in 2007.[96]

### 수상 및 영예

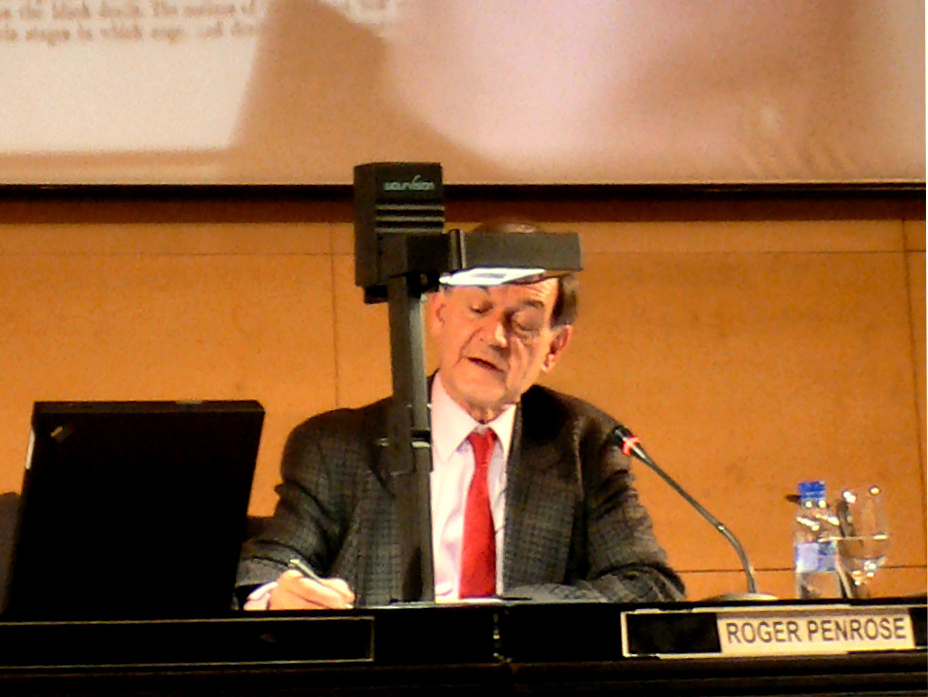
강의 중인 펜로즈

펜로즈는 과학에 대한 공헌으로 많은 상들을 받았다. 1971년에 그는 천체물리학 분야의 대니 하이네만 상(Dannie Heineman Prize for Astrophysics)을 수상했다. 그는 1972년 왕립학회(FRS)의 회원(List of fellows of the Royal Society elected in 1972)으로 선출되었다. 1975년에 스티븐 호킹과 펜로즈는 왕립천문학회의 에딩턴 메달을 공동으로 수상했다. 1985년에 그는 왕립학회 로열 메달을 수상했다. 그는 스티븐 호킹과 함께 1988년 권위 있는 울프 물리학상을 수상했다.
1989년에 펜로즈는 영국 물리학회로부터 디랙 메달과 상(Dirac Medal and Prize)을 받았다. 그는 또한 물리학 연구소의 명예 회원(Fellow of the Institute of Physics
)이 되었다.
1990년에 펜로즈는 알베르트 아인슈타인 학회로부터 알베르트 아인슈타인의 업적과 관련된 뛰어난 업적으로 알베르트 아인슈타인 메달을 받았다. 1991년에 그는 런던 수학 협회로부터 네일러상(Naylor Prize)을 수상했다. 1992년부터 1995년까지 그는 일반상대성이론과 중력에 관한 국제학회(International Society on General Relativity and Gravitation)의 회장을 역임했다. 1994년에 펜로즈는 과학에 대한 공로로 기사 작위를 받았다. 같은 해에 그는 배스 대학교로부터 명예학위(이학박사)를 받았으며, 폴란드 과학 아카데미의 회원이 되었다. 1998년에 그는 미국국립과학원의 외국인 준회원으로 선출되었다. 2000년에 그는 메리트 훈장(OM)의 회원으로 임명되었다.
2004년에 그는 수리물리학에 대한 폭넓고 독창적인 공헌으로 드 모건 메달(De Morgan Medal)을 받았다. 런던 수학 협회의 인용문을 인용하자면:

일반 상대성 이론에 대한 그의 깊은 연구는 우리가 블랙홀을 이해하는 데 중요한 요소였다. 그의 트위스터 이론 개발은 수리물리학의 고전 방정식에 대한 아름답고 생산적인 접근 방식을 만들어냈다. 그의 평면 타일링은 새로 발견된 준결정들의 기초가 된다.

2005년에 펜로즈는 바르샤바 대학교과 뢰번 가톨릭 대학교(벨기에)에서 그리고  2006년에는 요크 대학교에서 명예 박사 학위를  받았다. 2006년에는 뉴사우스웨일스 대학교에서 수여하는 디랙 메달(Dirac Medal)도 받았다. 2008년에 펜로즈는 코플리 메달을 수상했다. 그는 또한 휴머니스트 영국(Humanists UK)의 저명한 후원자이자 옥스퍼드 대학교 과학 학회(옥스퍼드 대학교 과학 학회)의 후원자 중 한 명이다.
그는 2011년 미국철학학회 회원으로 선출되었다. 같은 해 그는 산티아고 데 콤포스텔라 대학교(University of Santiago de Compostela)에서 폰세카상(Fonseca Prize)을 수상했다.
2012년에 펜로즈는 과학에 대한 공헌과 과학과 사회의 연결 강화를 인정받아 취리히 연방 공과대학교로부터 리처드 R. 에른스트 메달(Richard R. Ernst Medal)을 받았다. 2015년에 펜로즈는 CINVESTAV-IPN(멕시코)으로부터 명예 박사 학위를 받았다.
2017년에는 과학사에 기여한 공로로 우르비노 대학교(University of Urbino)에서 코만디노 메달(Commandino Medal)을 받았다.
2020년 펜로즈는 블랙홀 형성이 일반 상대성이론의 확실한 예측이라는 사실을 발견한 공로로 노벨 물리학상의 절반을 수상했으며, 절반은 우리 은하의 중심의 초거대 압축 천체 발견의 공로인 라인하르트 겐첼과 안드레아 게즈에게도 돌아갔다.

## 개인적 생활
펜로즈의 첫 번째 결혼은 미국인 조안 이사벨 펜 로즈Joan Isabel Penrose (née Wedge)과 였으며, 1959년에 결혼했다. 그들은 세 아들을 낳았다. 펜로즈는 현재 코크소프 학교(Cokethorpe School)의 학업 개발 책임자이자 전 아빙던 학교(Abingdon School)의 수학의 책임자 인 바네사 토마스Vanessa Thomas와 결혼했다. 그들은 한 아들이 있다.

### 종교적 견해
2010년 9월 25일 BBC 라디오 4와의 인터뷰에서 펜로즈는 "나는 신자가 아니다. 나는 어떤 종류의 기성 종교도 믿지 않는다."라고 언급했다. 그는 자신을 불가지론자로 간주한다. 1991년 영화 《시간의 간략한 역사(A Brief History of Time》에서, 그는 또한 "나는 우주에는 목적이 있고 우연히 거기에 있는 것이 아니라고 말하고 싶다고 생각한다 ... 나는 어떤 사람들은 우주가 그냥 거기에 있고 또한 그것은 계속 진행하며, 그것은 단지 일종의 계산들이고 또한 우리는 우연히 이 일에서 자신을 발견하는 것과 같다는 견해를 가지고 있다고 생각한다. 하지만 나는 그것이 우주를 바라보는 그다지 유익하거나 도움이 되는 방식이 아니라고 생각하며, 나는 우주에는 훨씬 더 깊은 무언가가 있다고 생각한다."라고 말했다.
펜로즈는 영국 휴머니스트(Humanists UK)의 후원자이다.

## 같이 보기
- 과학과 종교
- 로버트 자스트로
- 로저 펜로즈의 이름을 딴 것들 목록(List of things named after Roger Penrose)

## 노트
1. ↑  2020년 노벨상은 또한 블랙홀에 대한 연구로 라인하르트 겐첼과 안드레아 게즈가 공동 수상했다.
2. ↑  펜로즈와 그의 아버지는 네덜란드 그래픽 아티스트 M. C. 에셔와 수학적 개념을 공유했으며, 이는 '펜로즈 삼각형'을 기반으로 한 폭포(Waterfall), 상승과 하강(Ascending and Descending) 등 많은 작품에 반영되었다.